# 藤原為頼
藤原 為頼（ふじわら の ためより）は、平安時代中期の貴族・歌人。藤原北家良門流、刑部大輔・藤原雅正の長男。官位は従四位下・摂津守。紫式部の伯父にあたる。

## 経歴
安和2年（969年）円融天皇の践祚に伴って師貞親王が立坊されると、春宮少進に任ぜられる。のち春宮権大進として引き続き師貞親王に仕える一方、安芸権守・丹波守と地方官を兼ねた。またこの間、安和2年（970年）に従五位下、天元3年（980年）に従五位上と昇叙されている。
永観2年（984年）に師貞親王が即位（花山天皇）すると、寛和元年（985年）正五位下、寛和2年（986年）従四位下と急速に昇進する。しかし、同年6月に発生した寛和の変により花山天皇が退位・出家すると、以降の昇進は停滞した。
長徳2年（996年）太皇太后宮大進に任ぜられ、太皇太后・昌子内親王に仕えた。長徳4年（998年）卒去。
勅撰歌人として『拾遺和歌集』（5首）以下の勅撰和歌集に11首が入集。家集『為頼集』がある。

## 官歴
注記のないものは『為頼集』による。
- 安和2年（969年） 8月13日：春宮少進（春宮・師貞親王）
- 天禄元年（970年） 正月7日：従五位下（春宮御給）。12月16日：安芸権守
- 天延元年（973年） 10月18日：春宮権大進
- 天元元年（978年） 2月2日：左衛門権佐
- 天元3年（980年） 正月7日：従五位上（佐功）
- 寛和元年（985年） 正月21日：丹波守。11月20日：正五位下
- 寛和2年（986年） 10月10日：従四位下（造東大寺石功）
- 正暦3年（992年） 12月5日：摂津守
- 長徳2年（996年） 3月14日：兼太皇太后宮亮（太皇太后・昌子内親王）
- 長徳4年（998年） 日付不詳：卒去[2]

## 系譜
- 父：藤原雅正
- 母：藤原定方の娘
- 妻：上毛野公房の娘
  - 男子：藤原伊祐
- 生母不明の子女
  - 男子：藤原脩政
  - 男子：藤原良道
  - 男子：藤原景頼